# Mount Samsel
Mount Samsel ist ein etwa 1650 m hoher Berg im Palmerlands auf der Antarktischen Halbinsel. Er ragt an der Nordflanke des Clifford-Gletschers unmittelbar westlich der Verbindungsstelle zum Kubitza-Gletschers auf.
Der United States Geological Survey kartierte ihn 1974 anhand von Luftaufnahmen der United States Navy im Jahr 1966 und Vermessungsarbeiten des British Antarctic Survey aus den Jahren von 1972 bis 1973. Das Advisory Committee on Antarctic Names benannte den Berg 1976 nach dem US-amerikanischen Biologen Gene Leroy Samsel Jr. (* 1945), der für das United States Antarctic Program zwischen 1969 und 1970 sowie zwischen 1970 und 1971 auf der Palmer-Station tätig war.